# El Local
El Local és una casa antiga del poble de Castellcir, en el terme municipal del mateix nom, a la comarca del Moianès. És al Carrer de l'Amargura, nucli primigeni de Castellcir, però darrere de la línia principal del carrer. En l'actualitat queda davant per davant de l'església parroquial de Santa Maria. Rep aquest nom perquè antigament s'hi feia el ball de Festa Major. S'hi ha construït una edificació nova, que ha fet que es perdés l'antic Local que, d'altra banda, no feia ja la seva funció primigènia perquè Castellcir disposa d'una sala més gran i moderna.